# Floccus
Le floccus est une espèce de nuage dont chaque élément est constitué d'un petit flocon d'espèce cumuliforme.

## Description
Les différents genres qui comportent une variété floccus sont :
- Cirrus floccus[2] (Ci flo) ;
- Cirrocumulus floccus[3] (Cc flo) ;
- Altocumulus floccus[4] (Ac tr).